# دریاچه قره‌تاش
دریاچه قره‌تاش (ترکی استانبولی: Karataş Gölü) یک دریاچه در استان بوردور کشور ترکیه است.